# 莲花河 (北京市)
莲花河是北京地区的一条河流,凉水河的支流。

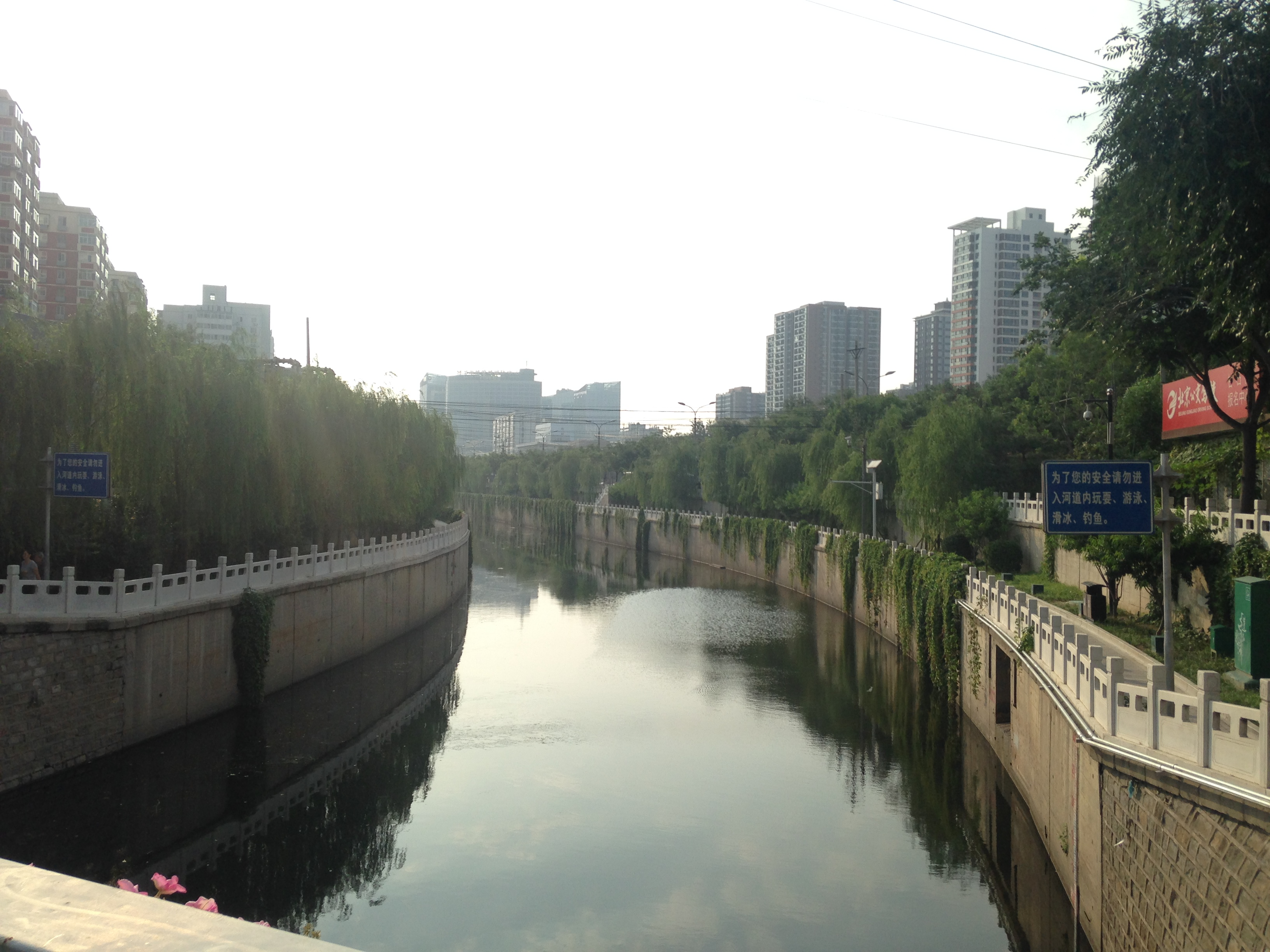
莲花河广外甘石桥段

古称洗马沟。发源于石景山区石槽，原来来自莲花池泉水，目前来自工业废水。流经莲花池（之前的部分又称新开渠），在万泉寺东面汇入凉水河。全长4.2公里。